# Qatar ved sommer-OL 2020
Qatar deltog under Sommer-OL 2020 i Tokyo som blev afviklet i perioden 23. juli til 8. august 2021.

## Medaljer
| 2020 Tokyo | Guld | Sølv | Bronze | Total |
| Qatar      | 2    | 0    | 1      | 3     |

### Medaljevinderne
| Qatar under sommer-OL 2020 i Tokyo | Qatar under sommer-OL 2020 i Tokyo | Qatar under sommer-OL 2020 i Tokyo | Qatar under sommer-OL 2020 i Tokyo | Qatar under sommer-OL 2020 i Tokyo |
| Medalje                            | Navn                               | Sport                              | Event                              | Dato                               |
| ---------------------------------- | ---------------------------------- | ---------------------------------- | ---------------------------------- | ---------------------------------- |
| Guld                               | Fares Ibrahim                      | Vægtløftning                       | Mændenes 96 kg                     | 31. juli                           |
| Guld                               | Mutaz Essa Barshim                 | Atletik                            | Højdespring                        | 1. august                          |
| Bronze                             | Cherif Younousse Ahmed Tijan       | Volleyball                         | Mændenes Beachvolley               | 7. august                          |